# Wolfgang-Lukas Strohmayer

Wolfgang-Lukas Strohmayer (* 1962 in Graz) ist ein österreichischer Botschafter.

## Leben
Wolfgang-Lukas Strohmayer verbrachte seine Kindheit und Jugend im oststeirischen Friedberg, studierte Philosophie an der Universität Wien, das er 1991 mit dem Magister abschloss. Danach absolvierte er die Diplomatische Akademie in Wien, die er 1993 abgeschlossen hat.
Er ist verheiratet und hat zwei Kinder.

## Diplomatischer Werdegang
Nach der diplomatischen Ausbildung trat er 1994 in das Außenministerium ein, wechselte als Attaché zur österreichischen Botschaft in Zagreb/Kroatien. Dann wurde er 1996 Botschaftsrat an der Botschaft in Bonn (Deutschland) und 1999 in Budapest (Ungarn). Von 2010 bis 2014 war er Generalkonsul in Straßburg/Frankreich und stellvertretender Ständiger Vertreter Österreichs beim Europarat und da für den Europaratsvorsitz von Österreich (2013/14) verantwortlich. Anschließend von 2014 bis 2020 war er im Außenministerium Leiter der Abteilung für Auslandsösterreicher und Digitales. Schließlich wurde er 2020, nachdem er bereits 2006 bis 2010 stellvertretender Missionschef in Canberra war, zum Botschafter in Canberra (Australien) bestellt. Als österreichischer Botschafter in Australien ist man auch für folgende Staaten zuständig: Neuseeland, Fidschi, Kiribati, Föderierte Staaten von Mikronesien, Nauru, Papua-Neuguinea, Salomonen, Samoa, Tonga, Tuvalu und Vanuatu.
Mit Wirkung ab Dezember 2023 wird er Generalkonsul in Mailand (Italien).

## Auszeichnungen
- 2001 Großes Verdienstkreuz der Bundesrepublik Deutschland
- 2015 Nationaler Verdienstorden von Frankreich (Ordre national du Mérite)